# Suhoj
Suhoj (ruski: Сухой) je veliki ruski proizvodač zrakoplova. Tvrtka je najpoznatija po svojim vojnim zrakoplovima, ali odnedavno se usmjerava i ka putničkom zrakoplovstvu.
Tvrtka je osnovana 1939. Osnovao ju je Pavel Suhoj, a tada je nosila naziv OKB-51 (ruski: ОКБ-51). Kasnije dobiva ime po svom osnivaču:
Vojni zrakoplovi:
- Suhoj Su-2
- Suhoj Su-7
- Suhoj Su-9
- Suhoj Su-11
- Suhoj Su-15
- Suhoj Su-17
- Suhoj Su-20
- Suhoj Su-22
- Suhoj Su-24
- Suhoj Su-25
- Suhoj Su-27
- Suhoj Su-30
- Suhoj Su-33
- Suhoj Su-34
- Suhoj Su-35
- Suhoj Su-37
- Suhoj Su-39
- Suhoj Su-57
- Suhoj Su-75

Putnički zrakoplovi:
- Suhoj Su-26
- Suhoj Su-29
- Suhoj Su-31
- Suhoj Gulfstream S-21
- Suhoj S-80
- Suhoj RRJ (Suhoj Russian Regional Jet ili ruski: Российский Региональный Самолёт)